# ペンローズ方式
ペンローズ方式（ペンローズほうしき、Penrose method）は、意思決定機関における各代表団の票の重み付けの方式の1つで、1946年にライオネル・ペンローズによって考案された。平方根方式（へいほうこんほうしき、square-root method）ともいう。
この方式では、個々の代表団の票の重みを、その代表団が代表する国・地域の人口の平方根に比例して配分する。これは、ペンローズの平方根の法則により、意思決定機関の構成員のペンローズ＝バンザフ指数で定義される投票力は、その規模の平方根に反比例するという事実に基づく。一定の条件の下では、この配分は、代表する国の人口の規模に関係なく、代表された全ての人々に平等な投票権を実現する。比例配分は、より大きな人口を有する代表団に過剰な議決権を与えることになる。
この方法が適切となるための前提条件は、意思決定機関における代表団が、保有する票を複数の候補に分割して投票することなく、一括投票することである。むしろ、各代表団は1票だけを保有し、その票に対して、代表する人口の平方根に比例した重み付けを適用する。もう一つの前提条件は、代表された人々の意見が統計的に独立していることである。各代表団の代表性は、国内の統計的な変動から生じるものであり、ペンローズは、「小選挙区の方が大選挙区よりも代表的な政府を得る可能性が高い」としている。この考え方を数学的に定式化すると、平方根の法則が得られる。
ペンローズ方式は現在、主要な意思決定機関では採用されていないが、国際連合議会会議での代表の配分や、欧州連合理事会での投票方式に提案されたことがある。

## 欧州連合理事会での提案
| 加盟国         | 人口 （百万人） | 人口 （百万人） | ニース | ニース | ペンローズ | ペンローズ |
| ドイツ         | 82.54           | 16.5%           | 29     | 8.4%   | 9.55%      |            |
| フランス       | 59.64           | 12.9%           | 29     | 8.4%   | 8.11%      |            |
| イギリス       | 59.33           | 12.4%           | 29     | 8.4%   | 8.09%      |            |
| イタリア       | 57.32           | 12.0%           | 29     | 8.4%   | 7.95%      |            |
| スペイン       | 41.55           | 9.0%            | 27     | 7.8%   | 6.78%      |            |
| ポーランド     | 38.22           | 7.6%            | 27     | 7.8%   | 6.49%      |            |
| ルーマニア     | 21.77           | 4.3%            | 14     | 4.1%   | 4.91%      |            |
| オランダ       | 16.19           | 3.3%            | 13     | 3.8%   | 4.22%      |            |
| ギリシャ       | 11.01           | 2.2%            | 12     | 3.5%   | 3.49%      |            |
| ポルトガル     | 10.41           | 2.1%            | 12     | 3.5%   | 3.39%      |            |
| ベルギー       | 10.36           | 2.1%            | 12     | 3.5%   | 3.38%      |            |
| チェコ         | 10.20           | 2.1%            | 12     | 3.5%   | 3.35%      |            |
| ハンガリー     | 10.14           | 2.0%            | 12     | 3.5%   | 3.34%      |            |
| スウェーデン   | 8.94            | 1.9%            | 10     | 2.9%   | 3.14%      |            |
| オーストリア   | 8.08            | 1.7%            | 10     | 2.9%   | 2.98%      |            |
| ブルガリア     | 7.85            | 1.5%            | 10     | 2.9%   | 2.94%      |            |
| デンマーク     | 5.38            | 1.1%            | 7      | 2.0%   | 2.44%      |            |
| スロバキア     | 5.38            | 1.1%            | 7      | 2.0%   | 2.44%      |            |
| フィンランド   | 5.21            | 1.1%            | 7      | 2.0%   | 2.39%      |            |
| アイルランド   | 3.96            | 0.9%            | 7      | 2.0%   | 2.09%      |            |
| リトアニア     | 3.46            | 0.7%            | 7      | 2.0%   | 1.95%      |            |
| ラトビア       | 2.33            | 0.5%            | 4      | 1.2%   | 1.61%      |            |
| スロベニア     | 2.00            | 0.4%            | 4      | 1.2%   | 1.48%      |            |
| エストニア     | 1.36            | 0.3%            | 4      | 1.2%   | 1.23%      |            |
| キプロス       | 0.72            | 0.2%            | 4      | 1.2%   | 0.89%      |            |
| ルクセンブルク | 0.45            | 0.1%            | 4      | 1.2%   | 0.70%      |            |
| マルタ         | 0.40            | 0.1%            | 3      | 0.9%   | 0.66%      |            |
| 欧州連合       | 484.20          | 100%            | 345    | 100%   | 100%       |            |

2003年のアムステルダム条約交渉の中でスウェーデンが、2007年6月のリスボン条約サミットの中でポーランドが、欧州連合(EU)理事会における加盟国の議決権の重みを計算する方法としてペンローズ方式を提案した。
現在、EU理事会での投票はペンローズ方式を採用していない。ニース条約で採用された特定多数決方式は、2004年から2014年まで有効であり、その後も2017年まで一定の条件の下で有効である。右の表に、特定多数決方式とペンローズ方式による各加盟国の票の重みを示す。
票の重みの他に、加盟国の投票力（ペンローズ・バンザフ指数）は、決定に必要な閾値の割合にも依存する。閾値の割合が小さいほど、大国に有利に働く。例えば、ある国が総議決権の30%を持ち、意思決定に必要な閾値が29%である場合、その国の議決権は100%となる（すなわち、指数は1である）。EU-27では、どの加盟国でも全国民の投票力がほぼ等しくなる最適な閾値が約61.6%で計算されている。これを発表した論文の著者が所属するヤギェウォ大学にちなんで、このシステムは「ヤギェウォの妥協」と呼ばれている。最適な閾値は、加盟国の数{\displaystyle M}が{\displaystyle 1/2+1/{\sqrt {\pi M}}}になるにつれて減少する。

## 批判
ペンローズ方式は、世論が賛成と反対に等しく分かれる投票に限定されていると主張されてきた。選挙方法についての様々な研究では、このような等分割のシナリオは典型的なものではないことが示されている。そのような選挙では、投票の重みを有権者数の0.9乗（ペンローズ方式では0.5乗）に応じて配分すべきであることが示唆されている。
実際には、1票の決定力の理論的な可能性は疑問である。2000年アメリカ合衆国大統領選挙におけるフロリダ州での選挙のように、同数に近い選挙結果は法的に争われる可能性が高く、1人1票が決定的ではないことを示唆している。